# BMW 325
La 325 è un'autovettura militare prodotta dal 1937 al 1940 dalla Casa automobilistica tedesca BMW.

## Storia e profilo
La storia di questo mezzo ha inizio nel 1933, quando il governo tedesco ordinò a diverse Case automobilistiche nazionali di iniziare a lavorare ad un progetto unico, non congiunto, ma che avrebbe dato origine in pratica a modelli assai simili tra loro, che andarono a formare la famiglia dei Einheits-PKW.

Tra queste Case vi furono la Mercedes-Benz, la Stoewer, la Hanomag e la BMW.

A tale scopo queste Case ricevettero specifiche identiche, in modo da creare appunto mezzi quasi identici. Queste specifiche richiedevano tra l'altro che il mezzo doveva possedere la trazione integrale, le quattro ruote sterzanti, sospensioni a quattro ruote indipendenti ed almeno tre differenziali a slittamento limitato.

Mentre la Stoewer (con lo Stoewer LEPKW) e la Hanomag cominciarono la produzione del veicolo a partire dal 1936, la BMW ne avviò la produzione solo a partire dal 1937.
Nel caso della versione BMW (vedi foto), il telaio scelto era derivato da quello utilizzato per esempio nelle BMW 326 e 327: se ne differenziava per lo schema delle sospensioni, per la trazione integrale anziché posteriore e per diverse altre caratteristiche riconducibili alle specifiche dettate in origine. Il motore era invece il 6 cilindri M328 da 50 CV, un motore per la verità non molto potente per un mezzo come il BMW 325, il quale, avendo una massa a vuoto di 1775 kg, che arrivavano a ben 2200 a pieno carico, si trovò ad essere fortemente penalizzato nelle possibilità di utilizzo, poiché non era di certo un mezzo veloce, anche se consentiva di affrontare terreni anche molto accidentati (vedi foto). La sua guida richiedeva però una certa perizia, poiché le quattro ruote sterzanti ed il passo relativamente corto conferivano un'eccessiva sensibilità alle manovre brusche o alla guida nervosa.
Fu così che nel 1940 ne venne conclusa la produzione, mentre l'esercito tedesco lo eliminò dalla propria fornitura di mezzi militari entro la fine del 1942.
Ma il BMW 325 ebbe ancora qualche carta da giocare: alla fine del conflitto i pochi esemplari rimasti vennero utilizzati come mezzi di soccorso in montagna oppure come mezzi per i vigili del fuoco. Inoltre, a partire dal 1952, altri 161 esemplari (oltre ai 3255 realizzati ufficialmente) furono prodotti dalla EMW, un marchio nato ad Eisenach, nella neonata Repubblica Democratica Tedesca, dopo che il governo sovietico si era impossessato dell'intera Turingia impedendo così alla BMW di continuare lì la produzione automobilistica.